# Уряд Ліхтенштейну
Уряд Ліхтенштейну — вищий орган виконавчої влади Ліхтенштейну.

## Діяльність
Уряд є колегіальним органом, що складається з голови уряду та чотирьох урядових радників. Вони затверджуються фюрстом за пропозицією Ландтагу строком на чотири роки. Засідання Уряду проходять у Вадуці.
Задачі управління країною. Згідно 78 статті конституції Ліхтенштейну Найголовнішою задачею уряду є управління країною. На уряд, в особі голови уряду, покладена відповідальність за виконання законів та законодавчих актів фюрста та Ландтагу. У разі недовіри до уряду з боку фюрста чи Ландтагу, весь уряд або його окремі члени можуть бути звільнені. У зв'язку з великим розмаїттям завдань у контексті управління країною уряд призначає додаткових посадових осіб та співпрацює з спеціалістами в галузях економіки, соціальних наук та культури, або ж створює окремі органи для вирішення окремих завдань.
Участь у судовій системі. В судовій системі уряд є першим апеляційним органом в адміністративному оскарженні адміністративних актів общин та підпорядкованій їй комітетів. Крім того, уряд здійснює наглядову діяльність національного суду. У разі виявлення негараздів уряд повинен відзвітувати про це в апеляційному суді.
Участь у законодавчому процесі. Уряд також активно залучений у законодавчий процес. Крім того, уряд подає законодавчі ініціативи фюрста до Ландтагу. Більше того, голова уряду та фюрст мають  ратифікувати закони, що прийняті парламентом. Таким чином, адміністративна діяльність уряду полягає в оцінці законопроєктів парламенту, участь у народних ініціативах та референдумах, а також опублікування законів.

## Голова уряду
- Прем'єр-міністр — Даніель Ріш .
- Віце-прем'єр-міністр — Сабіне Монауні.

## Кабінет міністрів
Склад чинного уряду подано станом на 12 грудня 2017 року.
| - Прогресивна громадянська партія (FBP) | 3 |
| - Патріотичний союз (VU.)               | 2 |

| Логотип                                   | Міністерство                                                                | Міністр                                     | Фото            | Час на посаді   | Час на посаді   | Партія | Партія | Вебсайт |
| ----------------------------------------- | --------------------------------------------------------------------------- | ------------------------------------------- | --------------- | --------------- | --------------- | ------ | ------ | ------- |
|                                           | Міністерство внутрішніх справ                                               | Томас Цвіфельгофер (Thomas Zwiefelhofer)    |                 | 27 березня 2013 | 30 березня 2017 |        | VU     |         |
| Домінік Гантенбейн (Dominique Gantenbein) | Міністерство внутрішніх справ                                               |                                             | 30 березня 2017 | —               |                 | VU     |        |         |
|                                           | Міністерство екології, землекористування, сільського і лісового господарств | Марліс Аманн-Марксер (Marlies Amann-Marxer) |                 | 27 березня 2013 | 30 березня 2017 |        | VU     |         |
| Домінік Гантенбейн (Dominique Gantenbein) | Міністерство екології, землекористування, сільського і лісового господарств |                                             | 30 березня 2017 | —               |                 | VU     |        |         |
|                                           | Міністерство економіки                                                      | Томас Цвіфельгофер (Thomas Zwiefelhofer)    |                 | 27 березня 2013 | 30 березня 2017 |        | VU     |         |
| Даніель Ріш (Daniel Risch)                | Міністерство економіки                                                      |                                             | 30 березня 2017 | —               |                 | VU     |        |         |
|                                           | Міністерство закордонних справ                                              | Аврелія Фрік (Aurelia Frick)                |                 | 27 березня 2013 | —               |        | FBP    |         |
|                                           | Міністерство культури                                                       | Аврелія Фрік (Aurelia Frick)                |                 | 27 березня 2013 | —               |        | FBP    |         |
|                                           | Міністерство освіти                                                         | Аврелія Фрік (Aurelia Frick)                |                 | 27 березня 2013 | 30 березня 2017 |        | FBP    |         |
| Домінік Гантенбейн (Dominique Gantenbein) | Міністерство освіти                                                         |                                             | 30 березня 2017 | —               |                 | VU     |        |         |
|                                           | Міністерство соціальної політики                                            | Мауро Педрацині (Mauro Pedrazzini)          |                 | 27 березня 2013 | —               |        | FBP    |         |
|                                           | Міністерство спорту                                                         | Марліс Аманн-Марксер (Marlies Amann-Marxer) |                 | 27 березня 2013 | 30 березня 2017 |        | VU     |         |
| Даніель Ріш (Daniel Risch)                | Міністерство спорту                                                         |                                             | 30 березня 2017 | —               |                 | VU     |        |         |
|                                           | Міністерство транспорту                                                     | Марліс Аманн-Марксер (Marlies Amann-Marxer) |                 | 27 березня 2013 | 30 березня 2017 |        | VU     |         |
| Даніель Ріш (Daniel Risch)                | Міністерство транспорту                                                     |                                             | 30 березня 2017 | —               |                 | VU     |        |         |
|                                           | Міністерство фінансів                                                       | Адріан Гаслер (Adrian Hasler)               |                 | 27 березня 2013 | —               |        | FBP    |         |
|                                           | Міністерство юстиції                                                        | Томас Цвіфельгофер (Thomas Zwiefelhofer)    |                 | 27 березня 2013 | 30 березня 2017 |        | VU     |         |
| Аврелія Фрік (Aurelia Frick)              | Міністерство юстиції                                                        |                                             | 30 березня 2017 | —               |                 | FBP    |        |         |

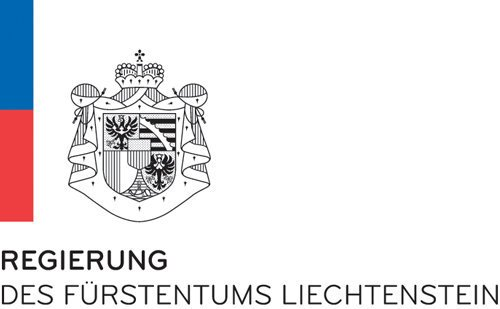
Логотип уряду
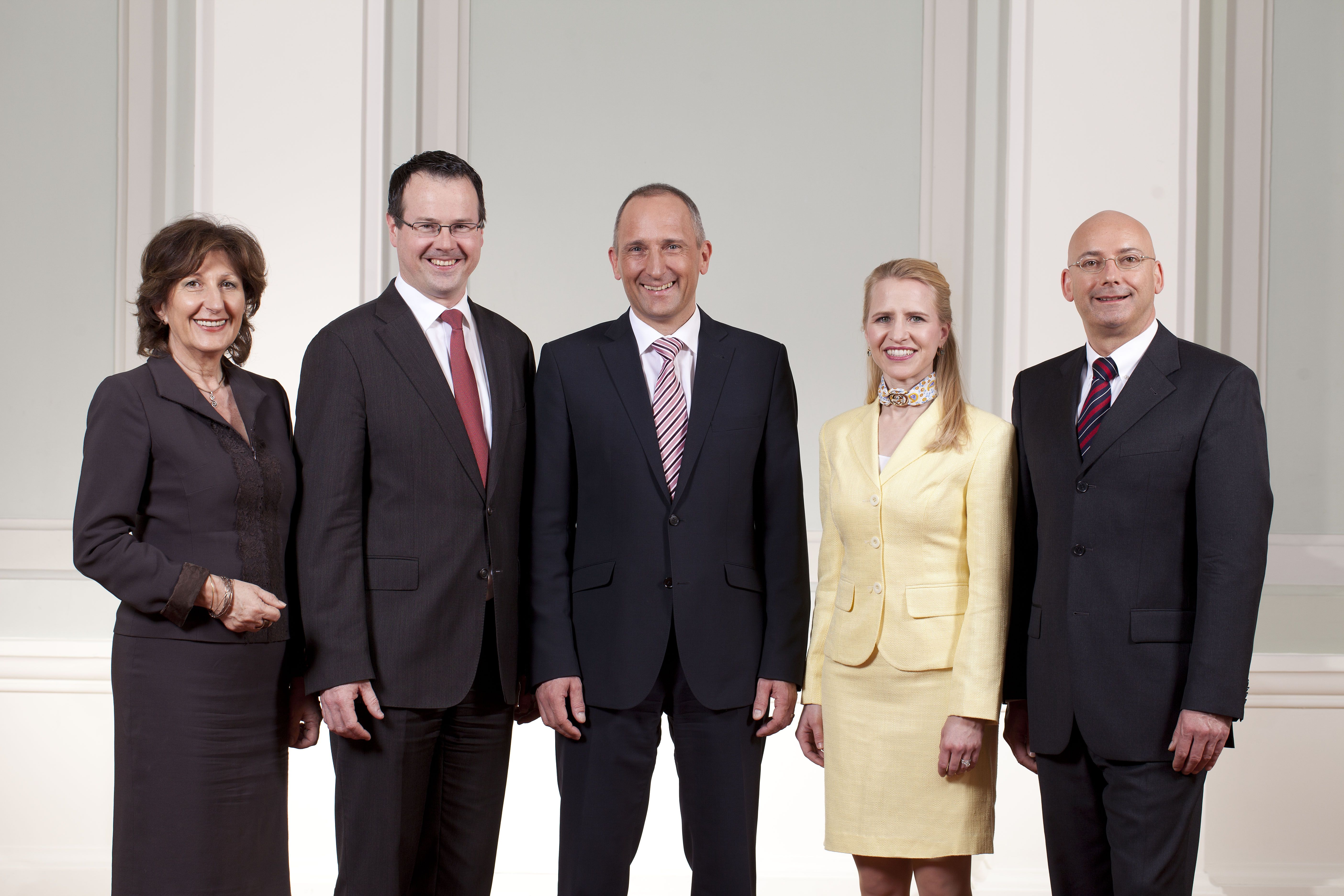
Склад уряду 2013 року

## Будівля

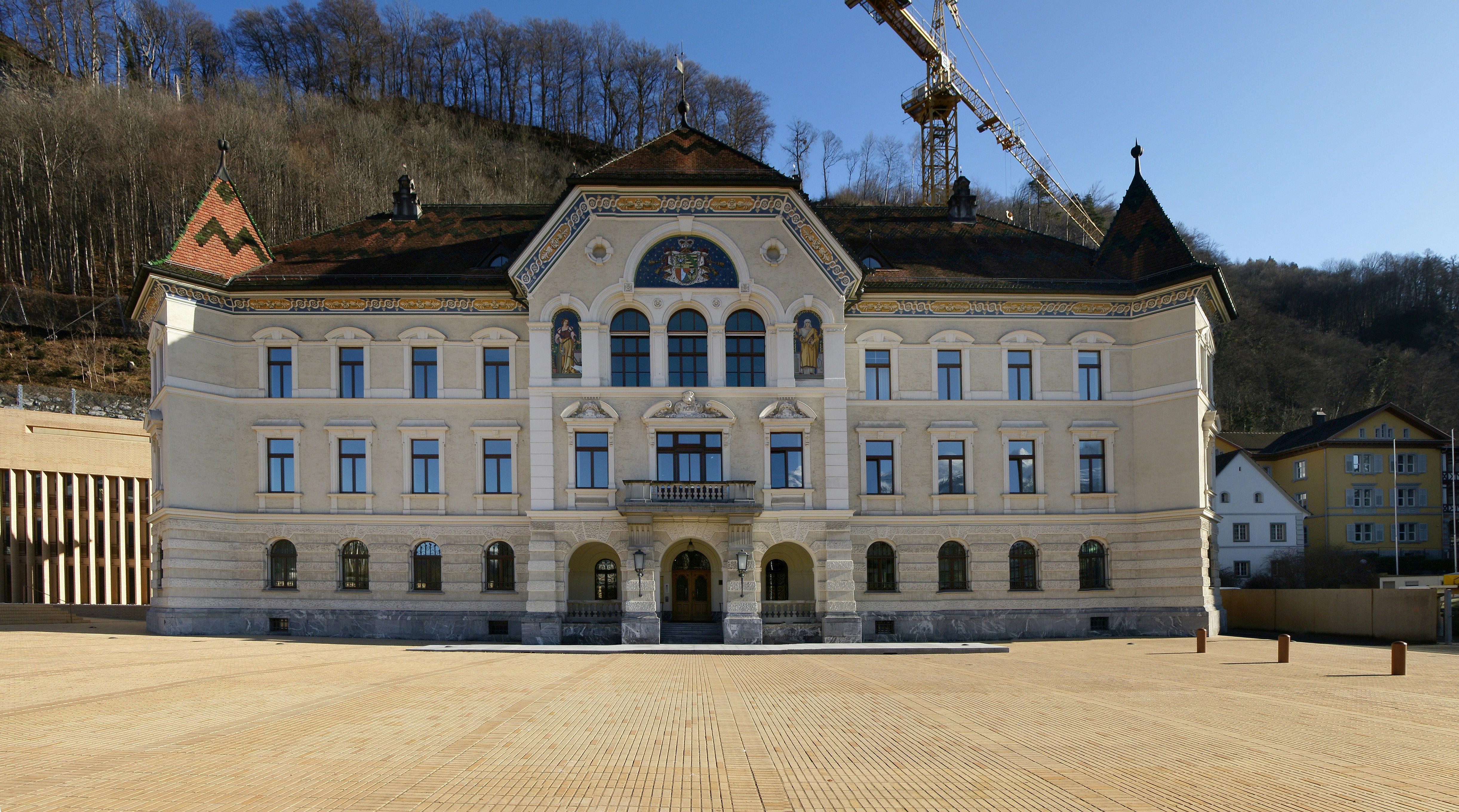
Будівля уряду князівства Ліхтенштейн